# Josef Schrenk
Josef Schrenk (* 20. September 1919 in Türmitz, Tschechoslowakei; † 12. Februar 2013 in Liebenfels) war ein deutscher Slawist.

## Leben
Nach der Promotion 1953 an der Universität Erlangen-Nürnberg und der Habilitation 1966 an der Universität Hamburg lehrte er dort von 1966 bis 1967 als Privatdozent. Von 1967 bis 1969 war er Professor für Slawistik am Auslands- und Dolmetscherinstitut Germersheim. Von 1967 bis 1974 hatte er die Professur für slawische Sprachwissenschaft in Konstanz inne. Von 1974 bis 1987 lehrte er auf dem Lehrstuhl für Slawische und Balkanphilologie an der Universität München.
Seine Hauptarbeitsgebiete waren vergleichende slawische Sprachwissenschaft, linguistische Modelle, Textlinguistik und Soziolinguistik.

## Schriften (Auswahl)
- Die Verba der sinnlichen Wahrnehmung in den slavischen Sprachen. Erlangen 1953, OCLC 73915241.
- Einfache und gefügte Sätze slavischer Schriftsprachen. Analyse und Darstellung. München 1968, OCLC 1015109792.
- Zum Größeninventar einer Theorie des Satzes. Antrittsvorlesung. Konstanz 1971, ISBN 3-87940-028-8.